# Scione acer
Scione acer är en tvåvingeart som beskrevs av Philip 1958. Scione acer ingår i släktet Scione och familjen bromsar. Inga underarter finns listade i Catalogue of Life.